# Yxlömaren
Yxlömaren är en sjö i Norrtälje kommun i Uppland och ingår i Norrtäljeån-Åkerströms kustområde. Sjön har en area på 0,0576 kvadratkilometer och ligger 1,3 meter över havet.

## Delavrinningsområde
Yxlömaren ingår i det delavrinningsområde (661564-167324) som SMHI kallar för Rinner till Blidösund. Medelhöjden är 15 meter över havet och ytan är 8,17 kvadratkilometer. Det finns inga avrinningsområden uppströms utan avrinningsområdet är högsta punkten. Avrinningsområdets utflöde mynnar i havet, utan att ha någon enskild mynningsplats.